# فریدریش فون اشپیگل
فریدریش فون اشپیگل (به آلمانی: Friedrich von Spiegel) (زادهٔ ۱۱ ژوئیه ۱۸۲۰-مرگ ۱۵ دسامبر ۱۹۰۵) خاورشناس و ایران‌شناس آلمانی بود. وی در کیتسینگن زاده‌شد و در مونیخ درگذشت. او استاد دانشگاه ارلانگن بود و در زمینه‌های زبان‌های ایرانی و هندی و آیین زرتشت آثار ارزنده‌ای از او به جای مانده‌است. نام او در زمرهٔ نخستین خاورشناسانی شناخته می‌شود که در زمینهٔ پژوهش‌های زبان‌شناسی ایران پژوهش‌های مؤثری انجام داده‌اند.

## زندگی‌نامه
او در شهر کیتسینگن دیده به جهان گشود، پس از گذران زندگی در دانشگاه ارلانگن، لایبزیگ و شهر بن به تحصیل پرداخت. او سپس به مدت ۵ سال از ۱۸۴۹ تا ۱۸۹۰ که به سمت استادی دانشگاه در رشتهٔ زبان‌های شرقی در دانشگاه ارلانگتون نائل شد، در کتابخانه‌های شهرهای کپنهاگ، پاریس، لندن و همین‌طور آکسفورد مشغول پژوهش بوده‌است. پژوهش‌های آغازین او پیرامون زبان پالی و انتشار کمه‌واکیه (۱۸۴۱) و آنکدوتا پالیکا (۱۸۴۵) تبدیل به قدم‌های بزرگی در گردآوری دانش دربارهٔ آئین بودائی شرق شدند. این پژوهش‌ها و انتشارات به زودی با تحقیقات او پیرامون دین زرتشت و کتاب اوستا ادامه یافت. انتشار نسخهٔ توسعه‌یافتهٔ کتاب اوستا، به همراه ترجمهٔ پهلوی آن (خلال سال‌های ۱۸۵۳–۱۸۵۸)، با انتشار نسخهٔ آلمانی و متن ضمیمه‌ای بود که توسط یک مفسر یادداشت شده بود در سال‌های (۱۸۶۵–۱۸۶۹) همراه شد. او شماری از آثار ایرانی، همین‌طور دستور زبان فارسی‌قدیمی و زبان‌های باختر را به چاپ رساند. سپس نوبت به آثار باارزش زبان‌شناسی و باستان‌شناسی او با عنوان‌های زیر رسید: سنگنوشته‌های پارسی باستان و بررسی دستور زبان و ساختار آن (۱۸۶۲)، ایران، سرزمینی که میان دو رود دجله و ایندوس جای‌گرفته‌است. (برلین ۱۸۶۳)، مطالعات آریایی؛ (لایپزیگ ۱۸۷۱–۱۸۷۸)، نوشته‌های باستانی ایرانی (لایپزیگ ۱۸۷۱–۷۸)، جایگاه دستوری زبان‌های ایرانی باستان (۱۸۸۲) و دورهٔ آریایی و وضعیت ایشان (۱۸۸۷).

## فهرست آثار
- کمه‌واکیه؛ (بن ۱۸۴۱)
- آنکدوتا پالیکا؛ (لایپزیگ ۱۸۴۵)
- تفسیر اوستا؛ (۱۸۶۵–۶۹)
- دستور زبان بلخی باستان (۱۸۶۷)
- قطعات برگزیدهٔ پارسی؛ (لایپزیگ ۱۸۴۵)
- مقدمه‌ای بر نوشته‌های سنتی پارسیان (۱۸۵۶–۶۰)
- سنگنوشته‌های پارسی باستان و بررسی دستور زبان و ساختار آن (۱۸۶۲)
- ایران، سرزمینی که میان دو رود دجله و ایندوس جای‌گرفته‌است. (برلین ۱۸۶۳)
- مطالعات آریایی؛ (لایپزیگ ۱۸۷۳)
- نوشته‌های باستانی ایرانی (لایپزیگ ۱۸۷۱–۷۸)
- جایگاه دستوری زبان‌های ایرانی باستان (۱۸۸۲)
- دورهٔ آریایی و وضعیت ایشان (۱۸۸۷)
- همکاری برای پژوهش‌های زبانی